# Awonawilona
Awonawilona o A'wonawil'ona, en la mitología del pueblo zuñi, de Nuevo México, es la deidad creadora del mundo. Carecía de sexo definido, y se refería a la deidad ya con uno u otro sexo, por lo que se ha llegado a considerar como un ser andrógino.
En algunas narraciones, Awonawilona coexistía con el padre sol y la madre luna, así como con la pareja primordial Shiwanni y Shiwanokia. Awonawilona creó primero las nubes y luego el océano, luego Shiwanni crearía las estrellas y constelaciones con saliva, mientras Shiwanokia creó a la Madre Tierra con la suya.
Según otra versión, Awonawilona era lo único existente en medio de la oscuridad y el vacío, contenía y era todo.  Desde sí misma, creó las nubes y la niebla, la cual al elevarse dio origen a todo. Cuando Awonawilona asumió forma se convirtió en el sol. También creó el océano, que estaba cubierto por verdes algas que, a partir del calor de Awonawilona, generaron espuma (o se endurecieron) de la que nació la tierra firme, a la que luego dividió en cuatro rumbos; de esta manera hizo a la Madre Tierra (Awitelin Tsita) y al Padre Cielo (Apoyan Tachi).
Del cielo y la tierra, proceden todas las criaturas vivas nacidas en cuatro profundas cavernas en el interior de la tierra. El primer hombre, Poshaiyankya, fue también el primer ser vivo en salir de las cavernas y dirigió a las restantes criaturas hacia la luz.